# Roodkopcotinga
De roodkopcotinga (Ampelion rufaxilla) is een zangvogel uit de familie Cotingidae (cotinga's).

## Verspreiding en leefgebied
Deze soort komt voor van Colombia tot Bolivia en telt twee ondersoorten:
- A. r. antioquiae: van westelijk Colombia tot noordelijk Ecuador.
- A. r. rufaxilla: zuidelijk Ecuador, Peru en Bolivia.

## Status
De grootte van de populatie is niet gekwantificeerd maar de soort wordt omschreven als schaars en met een versnipperde verspreiding. Op de Rode lijst van de IUCN heeft deze soort de status niet bedreigd.